# تشارلز سكوت (سياسي)
تشارلز سكوت (بالإنجليزية: Charles Scott)‏ هو سياسي أمريكي، ولد في 19 أغسطس 1945. حزبياً، نشط في الحزب الجمهوري. وقد انتخب عضو مجلس ولاية وايومنغ وانتخب عضو مجلس نواب وايومنغ.